# Томас Едвард Хінан
Томас Едвард Хінан (англ. Thomas Edward Heenan) (1848–1914) — американський лікар та дипломат. Консул США в Одесі у 1885—1905 роках.

## Життєпис
Народився у 1848 році в Філадельфії, мав ірландське походження. Він практикував медицину у Філадельфії, а потім переїхав до Міннесоти, де був аудитором у Стівенс Ко. (1880—1881).
У 1897—1905 рр. — Консул США в Одесі;
У 1909 році — Консул США у Ньючванге, (нині Їнкоу);
У 1914 році — Консул США у Варшаві;
26 червня 1914 року помер від серцевого нападу, у Фюме, Австро-Угорщина (нині Рієка, Хорватія). Похований на кладовищі Святого Хреста, Єдон, штат Пенсільванія.